# Akihiro Ienaga
Akihiro Ienaga (家長 昭博 Ienaga Akihiro?, Nagaokakyō, Kioto, 13 de junio de 1986) es un futbolista japonés. Juega de centrocampista y milita en el Kawasaki Frontale.

## Trayectoria
Comenzó su carrera en el Gamba Osaka de la J. League Division 1. Debutó con el primer equipo en 2004, contribuyendo a ganar el título de liga la temporada siguiente.
En la temporada 2008 fue cedido al Oita Trinita, donde permaneció dos temporadas.
En diciembre de 2008 se unió a modo de prueba al Plymouth Argyle. Lo intentó contratar en enero de 2009, pero no pudo hacerse con sus servicios al serle denegado el permiso de trabajo.
En la temporada 2010 fue cedido al Cerezo Osaka.
En el mercado de invierno de la temporada 2010-11, fichó por el R. C. D. Mallorca de la Primera División de España, por un periodo de cinco años con una cláusula de rescisión de 18 millones de euros. Fue presentado el 1 de enero, en su camiseta lucio el número 14 con el nombre de Aki. A pesar de que en un primer momento no contaba con ficha dentro del equipo, al estar las tres plazas de extracomunitario cubiertas, su trabajo en los entrenamientos hizo que se ganara la confianza del entrenador, Michael Laudrup, por lo que se gestionó la salida del club de alguno de los tres extracomunitarios para dejar sitio a Ienaga. Finalmente el 31 de enero de 2011 el brasileño Ratinho fue dado de baja y se inscribió a Ienaga como jugador de la primera plantilla.
Debutó el 5 de febrero en partido de liga, donde se enfrentaron el Club Atlético Osasuna y el R. C. D. Mallorca en el Estadio Reyno de Navarra, el partido finalizó con el resultado de 1-1. Aki entró en el minuto 67 de partido en sustitución de Sergio Tejera disputando un total de 23 minutos, durante los cuales ocupó la posición de mediapunta.
Anotó su primer gol en la Liga el 9 de abril en la jornada 31 frente al Sevilla F. C., cuando batió a Javi Varas de cabeza tras un centro del Chori Castro.

## Selección nacional
Debutó en 2007 con la selección absoluta de Japón en un partido amistoso contra la selección de Perú disputado en Yokohama, que finalizó 2-0.

## Clubes
| Club                         | País          | Año       |
| ---------------------------- | ------------- | --------- |
| Gamba Osaka                  | Japón         | 2004-2010 |
| Oita Trinita (cedido)        | Japón         | 2008-2009 |
| Cerezo Osaka (cedido)        | Japón         | 2010      |
| R. C. D. Mallorca            | España        | 2011-2013 |
| Ulsan Hyundai F. C. (cedido) | Corea del Sur | 2012      |
| Gamba Osaka (cedido)         | Japón         | 2012-2013 |
| Omiya Ardija                 | Japón         | 2014-2016 |
| Kawasaki Frontale            | Japón         | 2017-act. |

## Palmarés

### Títulos nacionales
| Título               | Club              | País  | Año  |
| -------------------- | ----------------- | ----- | ---- |
| J. League Division 1 | Gamba Osaka       | Japón | 2005 |
| Supercopa de Japón   | Gamba Osaka       | Japón | 2007 |
| Copa J. League       | Gamba Osaka       | Japón | 2007 |
| Copa J. League       | Oita Trinita      | Japón | 2008 |
| J1 League            | Kawasaki Frontale | Japón | 2017 |
| J1 League            | Kawasaki Frontale | Japón | 2018 |
| Supercopa de Japón   | Kawasaki Frontale | Japón | 2019 |
| Copa J. League       | Kawasaki Frontale | Japón | 2019 |
| J1 League            | Kawasaki Frontale | Japón | 2020 |
| Copa del Emperador   | Kawasaki Frontale | Japón | 2020 |
| Supercopa de Japón   | Kawasaki Frontale | Japón | 2021 |
| J1 League            | Kawasaki Frontale | Japón | 2021 |
| Copa del Emperador   | Kawasaki Frontale | Japón | 2023 |
| Supercopa de Japón   | Kawasaki Frontale | Japón | 2024 |